# ダイワ (企業)
株式会社ダイワは、福岡県福岡市城南区に本社を置く、仮設足場事業を中心とした事業展開を行う企業。

## 概要
「建物をつくる人たちを守る」ビケ足場事業に加え、最近ではドローンを用いたサービスや太陽光発電設備工事等の周辺事業も手掛ける。

## 沿革
- 1978年（昭和53年）6月 - 前身となる有限会社大和技研設立。
- 1986年（昭和61年）4月 - ビケ足場事業発足（長崎営業所開設）。
- 1989年（平成元年）6月　鳥栖営業所開設
- 1990年（平成2年）2月 - 足場事業を分離し株式会社ダイワ設立。
- 1993年（平成5年）5月 - 佐世保営業所開設
- 1994年（平成6年）4月 - 西福岡営業所開設
- 1995年（平成7年）11月 - 北九州営業所開設
- 1997年（平成9年）6月 - 佐賀営業所開設
- 1999年（平成11年）10月 - 熊本営業所開設   鳥栖営業所内ケレン工場仮設工業会認定   12月　大分営業所開設
- 2000年（平成12年）5月 - シャープ指定工事代理店契約
- 2001年（平成13年）
  - 6月 - 東福岡営業所開設
  - 7月　太陽光発電事業部開設（デイ・ネスト事業部）
- 2003年（平成15年）9月 - ISO9001認証取得（本社および鳥栖営業所）
- 2005年（平成17年）
  - 1月 - 長崎営業所内ケレン工場仮設工業会認定
  - 4月 - 北九州営業所内ケレン工場仮設工業会認定
  - 5月 - 豊前センター開設
  - 7月 - 飯塚センター開設、資本金5,000万円に増資
  - 8月 - 日田センター開設
  - 9月 - 八女センター開設
  - 11月 - 警備事業部開設（北九州）、唐津センター開設
- 2006年（平成18年）
  - 4月 - 諫早営業所開設
  - 12月 - 佐賀営業所移転
- 2007年（平成19年）10月 - 伊万里センター開設
- 2008年（平成20年）11月 ‐ 飯塚センター移転・増設
- 2009年（平成21年）10月 - 飯塚営業所名称変更
- 2011年（平成23年）
  - 2月 - 熊本営業所移転・増設
  - 8月　唐津営業所に名称変更
- 2012年（平成24年）1月 - ハウステンボス営業所開設（佐世保営業所・伊万里センター統合）
- 2013年（平成25年）1月 - 東福岡営業所移転増設
- 2014年（平成26年）7月 - 日田センターを鳥栖営業所に統合
- 2015年（平成27年）2月 - 竹田メガソーラー発電所開設
- 2016年（平成28年）10月 - 唐津営業所 移転・増設
- 2017年（平成29年）8月 - 飯塚センター名称変更
- 2018年（平成30年）8月 - ドローンスクールジャパン佐賀鳥栖校 開校